# Persicula catenata
Persicula catenata är en snäckart som först beskrevs av Montagu 1803.  Persicula catenata ingår i släktet Persicula och familjen Cystiscidae. Inga underarter finns listade i Catalogue of Life.